# Cinquantièmes hurlants

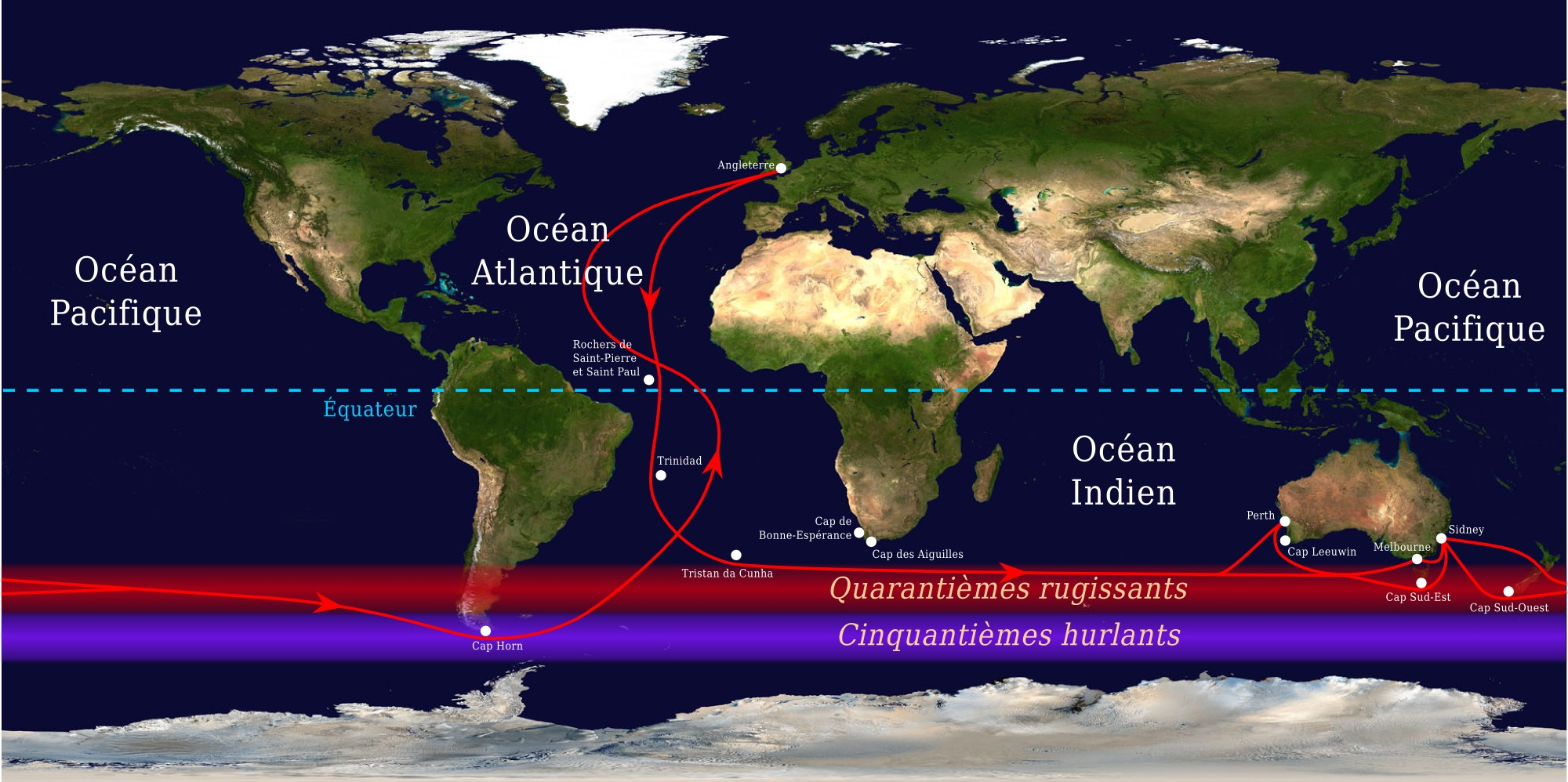
Au temps de la marine commerciale à voile, la reliant l'Europe aux Indes et à l'Australie était une circumnavigation par le cap de Bonne Espérance, le cap Leeuwin et le cap Horn, dans le sens des vents dominants appelés traditionnellement les quarantièmes rugissants et les cinquantièmes hurlants.

Les cinquantièmes hurlants est le nom attribué aux latitudes situées entre les 50e et 60e parallèles dans la zone de l'océan Austral, proche de l'Antarctique et étroitement lié aux climats que l'on trouve dans cette région : vents violents et mer souvent grosse. 
Le fameux cap Horn, à la pointe sud de l'Amérique du Sud, se trouve dans cette bande de vents.
Un dicton marin commente : « sous 40 degrés, il n'y a plus de loi, mais sous 50 degrés, il n'y a plus Dieu. ».
La fréquence des tempêtes dans cette zone est due d'une part à la présence de l'Antarctique dont la température est comprise entre −60 °C et −30 °C et d'autre part au puissant courant circumpolaire antarctique qui brasse les eaux chaudes, plus légères, en surface. La différence de température provoque de nombreuses dépressions.